# Baron Layton
Baron Layton, of Danehill in the County of Sussex, ist ein erblicher britischer Adelstitel in der Peerage of the United Kingdom.

## Verleihung
Der Titel wurde am 16. Januar 1947 für den Wirtschaftswissenschaftler Sir Walter Thomas Layton geschaffen. Dieser war 16 Jahre lang Herausgeber der Zeitschrift Economist und in beiden Weltkriegen in der Wehrwirtschaftsverwaltung tätig gewesen.

## Liste der Barone Layton (1947)
- Walter Thomas Layton, 1. Baron Layton (1884–1966)
- Michael John Layton, 2. Baron Layton (1912–1989)
- Geoffrey Michael Layton, 3. Baron Layton (* 1947)

Voraussichtlicher Titelerbe (Heir Presumptive) ist ein Cousin des aktuellen Titelinhabers, Jonathan Francis Layton (* 1942).